# Кошмари в кухнята
„Кошмари в кухнята” е драматично кулинарно шоу по лиценз на американското риалити (на английски: Ramsay's Kitchen Nightmares), което стартира на 9 октомври 2014 г. по Нова телевизия. Водещ е шеф Иван Манчев.